# Округле
Округле (словац. Okrúhle) — село в Словаччині, Свидницькому окрузі Пряшівського краю.

## Географія
Розташоване в північно-східній частині Словаччини в Низьких Бескидах. Протікає Валковський потік.

## Історія
Уперше згадується у 1414 році.
У 1965 році до села було приєднане сусіднє село Шапинець (словац. Šapinec), зараз становить частину села Округле.

## Пам'ятки
У селі Округле є римо-католицький костел святого Мартина Турського з 20 століття в стилі сецесії.
У частині селі Шапинець є греко-католицька церква святих Кузьми та Дам'яна з 1902—1910 років у стилі сецесії. З 1963 року національна культурна пам'ятка.

## Населення
| Рік:            | 1994. | 2004.   | 2014.   | 2024.    |
| --------------- | ----- | ------- | ------- | -------- |
| Кількість осіб: | 628   | 641     | 636     | 562      |
| Різниця:        |       | +2,07 % | -0,78 % | -11,63 % |

| Рік:            | 2023. | 2024.   |
| --------------- | ----- | ------- |
| Кількість осіб: | 563   | 562     |
| Різниця:        |       | -0,17 % |

В селі проживає 665 осіб.
Національний склад населення (за даними останнього перепису населення — 2001 року):
- словаки — 98,46 %
- русини — 0,92 %
- чехи — 0,31 %
- українці — 0,15 %

Склад населення за приналежністю до релігії станом на 2001 рік:
- римо-католики — 81,72 %,
- греко-католики — 15,36 %,
- православні — 1,38 %,
- протестанти — 1,08 %,
- не вважають себе віруючими або не належать до жодної вищезгаданої церкви- 0,46 %

У 1880 році в селі Округле проживало 276 осіб, з них 258 осіб вказало рідною мовою словацьку, 8 осіб були німі, 5 німецьку, 3 угорську, 2 русинську, 167 римо-католиків, 84 греко-католики, 18 протестантів, 7 юдеїв.
У 1880 році в селі Шапинець проживало 120 осіб, з них 109 осіб вказало рідною мовою русинську, 5 осіб були німі, 3 німецьку, 3 словацьку, 108 греко-католиків, 11 юдеїв, 1 римо-католик.
У 1910 році в селі Округле проживало 340 осіб, з них 287 осіб вказало рідною мовою словацьку, 10 німецьку, 10 угорську, 7 румунську, 26 іншу, 131 греко-католиків, 197 римо-католиків, 8 юдеї, 4 протестанти.
У 1910 році в селі Шапинець проживало 137 осіб, з них 123 осіб вказало рідною мовою русинську, 8 словацьку, 3 німецьку, 2 угорську, 1 іншу, 123 греко-католики, 9 римо-католиків, 5 юдеїв.

### Видатні постаті
- Міхал Босак (1869—1937)  — в селі Шапинець народився американський банкір, його підпис на банкноті 10–ти долярів США
- Федір Віцо — в селі Шапинець народився відомий словацький карикатурист українського походження, у минулому писав у «Нове Життя», зараз активний член Русинської оброди